# Хара Морин
«Хара Морин» (бур. хара морин — «чёрная лошадь», «тёмная лошадка») — женский волейбольный клуб из Улан-Удэ. Основан в 2001 году, расформирован в 2015 году.

## История
Волейбольный клуб «Хара Морин» был основан в 2001 году по инициативе бурятского предпринимателя, генерального директора ООО «ЗОЛ» Льва Алексеевича Асалханова. Осенью 2003 года команда дебютировала в третьем по силе дивизионе российского волейбола — высшей лиге «Б». Заняв 4-е место в зоне Сибири и Дальнего Востока, улан-удэнский коллектив получил право на переход в высшую лигу «А». 
В 2004 году команду возглавила Луиза Арифова, а в 2006 году — мастер спорта международного класса Татьяна Куницкая. С каждым сезоном результаты бурятских волейболисток улучшались: с 11-го места в зоне Сибири и Дальнего Востока в 2005 году команда поднялась на пятое в 2007-м, а затем в двух сезонах подряд становилась победителем зональных турниров и играла в финалах высшей лиги «А» за право выйти в Суперлигу, оба раза занимая четвёртое место. В сезоне 2009/10 годов команда «Хара Морин» снова финишировала первой в сибирско-дальневосточной зоне, а затем в финальном турнире четырёх команд уступила в борьбе за переход в Суперлигу «Протону» и «Факелу».
Лидерами коллектива в этот период являлись игравшая в команде с момента её основания капитан Вера Архипова (Чиркова), Татьяна Кунышева, Татьяна Тугашева, Екатерина Старикова, Анна Холина, Юлия Стенькина, Ольга Эргардт. В сезоне 2005/06 за «Хара Морин» играла Жудитт-Флорес Писнюк, впоследствии получившая известность по выступлениям в пляжном волейболе.
Летом 2010 года из-за неблагополучного финансового положения бурятская команда отказалась от выступлений в объединённой высшей лиге «А» и лишилась ведущих игроков. Перед стартом нового сезона «Хара Морину» удалось заявиться в высшую лигу «Б».
Под руководством Степана Шойсоронова и Андрея Бекетова обновлённая команда в сезоне-2010/11 стала восьмой в зоне Сибири и Дальнего Востока. Перед началом нового чемпионата, получив поддержку со стороны правительства Бурятии и кадровое усиление, пригласив опытного тренера Андрея Петрова, «лошадки» заняли 1-е место и на предварительном, и на финальном этапе высшей лиги «Б» и вернулись во второй по значимости дивизион российского первенства.
В межсезонье 2012 года улан-удэнский клуб отметился активной трансферной кампанией и фактически собрал новую команду, подписав контракты с 13 игроками, большинство из которых имели опыт выступлений в Суперлиге. С прошлого года осталась только либеро Юлия Ковалёва, а пост главного тренера занял Дмитрий Дьяков, прежде возглавлявший красноярскую «Юность». По итогам сезона бурятский коллектив решил задачу по выходу в Суперлигу. Победителями чемпионата высшей лиги «А» стали Кио Бердин, Юлия Бессонная, Ольга Вязовик, Юлия Зинова, Галина Каршакевич, Елена Коваленко, Юлия Ковалёва, Елена Лежанина, Анастасия Ляпушкина, Вера Серебряникова, Юлия Стенькина, Ирина Тарасова, Светлана Чеснокова и Анастасия Ярыгина.
Летом 2013 года главным тренером команды стал Сергей Алексеев, а спортивным директором — Роман Нозик, вновь произошли самые серьёзные кадровые перемены, не затронувшие только позицию либеро. Основной связующей стала Анна Моисеенко, были подписаны контракты с нападающими Ольгой Шукайло, Маргаритой Курило, Лолой Арсланбековой, полностью обновилась линия блокирующих, которую в большинстве матчей сезона-2013/14 составляли Наталья Назарова и Ирина Климанова. Улан-удэнский коллектив начал выступление в Суперлиге с двух домашних побед подряд (над «Уфимочкой» и «Уралочкой»), за которыми последовала серия из семи поражений, отправившая команду в нижнюю часть турнирной таблицы. В середине второго круга Сергея Алексеева на посту главного тренера сменил Вадим Кирьянов. Регулярный чемпионат «лошадки» завершили на 9-м месте, эту же позицию сохранили и по итогам плей-аута, обеспечив себе право играть в Суперлиге в следующем сезоне.
В мае 2014 года появились сообщения о возможном прекращении существовании клуба в Улан-Удэ и переезде его в Севастополь. Болельщики отреагировали на них открытым письмом к руководству Бурятии, сбором подписей и пикетами в поддержку команды. Президент клуба Лев Асалханов заявил, что без дополнительных инвестиций «Хара Морин» может продолжить участие только в высшей лиге «Б», но не в Суперлиге. В связи с понижением статуса «Хара Морин» в межсезонье лишился всех игроков основной команды. В частности продолжили выступления в Суперлиге перешедшая в московское «Динамо» Наталья Назарова и подписавшая контракт с «Омичкой» Маргарита Курило. Ряд волейболисток усилил клубы высшей лиги «А»: Ольга Шукайло и Ирина Климанова перешли в «Приморочку» (последняя по ходу сезона пополнила состав «Автодора-Метара»), Ирина Кузнецова — в «Енисей», Юлия Ковалёва — в «Фортуну», Анастасия Азанова (Ярыгина) — в «Сахалин». Анастасия Ляпушкина стала игроком «Индезита», игравшего в высшей лиге «Б», Ирина Смирнова отправилась в итальянскую «Виченцу». В новый состав «Хара Морина» вошли воспитанницы спортивных школ Бурятии, Иркутской области и Забайкальского края, в прошлом сезоне игравшие в Молодёжной лиге, а главным тренером «лошадок» стал прежний наставник молодёжной команды, белорусский специалист Александр Ильич Климович. В чемпионате России-2014/15 «Хара Морин» занял 5-е место в зоне «Сибирь» высшей лиги «Б».
Сезон-2015/16 команда намеревалась провести в высшей лиге «А» под руководством известного по работе в «Омичке» тренера Виктора Ушакова, но 7 августа 2015 года Лев Асалханов объявил, что вынужден распустить «Хара Морин» из-за финансовых трудностей.

## Результаты в чемпионате России
| Сезон   | Лига                  | Зона                    | Место | И  | В  | П  | С/П    | Главный тренер                  |
| ------- | --------------------- | ----------------------- | ----- | -- | -- | -- | ------ | ------------------------------- |
| 2003/04 | Высшая лига «Б» (III) | Сибирь и Дальний Восток | 4-е   | 21 | 12 | 9  | 38:31  | Чэ Гуйцин                       |
| 2004/05 | Высшая лига «А» (II)  | Сибирь и Дальний Восток | 11-е  | 47 | 13 | 34 | 56:107 | Луиза Арифова                   |
| 2005/06 | Высшая лига «А» (II)  | Сибирь и Дальний Восток | 6-е   | 34 | 13 | 21 | 56:73  | Луиза Арифова                   |
| 2006/07 | Высшая лига «А» (II)  | Сибирь и Дальний Восток | 5-е   | 36 | 22 | 14 | 75:61  | Татьяна Куницкая                |
| 2007/08 | Высшая лига «А» (II)  | Сибирь и Дальний Восток | 1-е   | 36 | 29 | 7  | 96:30  | Татьяна Куницкая                |
| 2007/08 | Высшая лига «А» (II)  | финал                   | 4-е   | 10 | 4  | 6  | 19:21  | Татьяна Куницкая                |
| 2008/09 | Высшая лига «А» (II)  | Сибирь и Дальний Восток | 1-е   | 32 | 30 | 2  | 93:19  | Татьяна Куницкая                |
| 2008/09 | Высшая лига «А» (II)  | финал                   | 4-е   | 10 | 5  | 5  | 17:21  | Татьяна Куницкая                |
| 2009/10 | Высшая лига «А» (II)  | Сибирь и Дальний Восток | 1-е   | 28 | 23 | 5  | 76:26  | Татьяна Куницкая                |
| 2009/10 | Высшая лига «А» (II)  | финал                   | 3-е   | 12 | 4  | 8  | 19:27  | Татьяна Куницкая                |
| 2010/11 | Высшая лига «Б» (III) | Сибирь и Дальний Восток | 8-е   | 28 | 9  | 19 | 39:60  | Степан Шойсоронов               |
| 2011/12 | Высшая лига «Б» (III) | Сибирь и Дальний Восток | 1-е   | 24 | 21 | 3  | 64:22  | Андрей Петров                   |
| 2011/12 | Высшая лига «Б» (III) | финал                   | 1-е   | 10 | 7  | 3  | 22:12  | Андрей Петров                   |
| 2012/13 | Высшая лига «А» (II)  |                         | 1-е   | 40 | 34 | 6  | 107:38 | Дмитрий Дьяков                  |
| 2013/14 | Суперлига (I)         |                         | 9-е   | 24 | 8  | 16 | 33:58  | Сергей Алексеев, Вадим Кирьянов |
| 2014/15 | Высшая лига «Б» (III) | Сибирь                  | 5-е   | 32 | 14 | 18 | 55:59  | Александр Климович              |

## Достижения
- 9-е место в чемпионате России (2013/14).
- Участник полуфинальной стадии Кубка России (2008, 2009, 2012).
- Серебряный призёр Кубка Сибири и Дальнего Востока (2013).

13 октября 2009 года в Улан-Удэ в матче чемпионата России между «Хара Морин» и читинской «Забайкалкой» впервые в истории профессионального волейбола была зафиксирована победа в партии со счётом 25:0. Общий счёт игры — 3:0 (25:12, 25:0, 25:16).

## Арена
До 2012 года домашние матчи команда проводила в Культурно-спортивном комплексе на пр. Строителей, 72, в 2012—2015 годах — в Физкультурно-спортивном комплексе на ул. Рылеева, 2.